# Карни (Мериленд)
Карни (енгл. Carney) насељено је место без административног статуса у америчкој савезној држави Мериленд.

## Демографија
По попису из 2010. године број становника је 29.941, што је 1.677 (5,9%) становника више него 2000. године.
| Група             | 2000.          | 2010.          |
| Белци             | 23.879 (84,5%) | 22.058 (73,7%) |
| Афроамериканци    | 1.957 (6,9%)   | 4.271 (14,3%)  |
| Азијати           | 1.623 (5,7%)   | 2.095 (7,0%)   |
| Хиспаноамериканци | 428 (1,5%)     | 955 (3,2%)     |
| Укупно            | 28.264         | 29.941         |